# Immunité diplomatique (roman)
Pour les articles homonymes, voir Immunité diplomatique (homonymie).
Immunité diplomatique (titre original : (en) Diplomatic Immunity) est un roman de science-fiction de l'écrivain américain Lois McMaster Bujold, paru en 2002. Il fait partie de la Saga Vorkosigan dont il constitue le dix-septième volet suivant l'ordre chronologique de l'univers de la Saga Vorkosigan.
Les éditions J'ai lu ont réédité l'ensemble des œuvres de la saga Vorkosigan en intégrale dans des traductions révisées. Le titre français du roman Immunité diplomatique n'a pas changé à sa réédition en 2014.

## Résumé
Miles Vorkosigan et son épouse Ekaterin sont sur le chemin du retour de leur voyage de noces lorsqu'un message de l'empereur Gregor les intercepte : un convoi commercial barrayaran et son escorte ont été arrêtés sur la Station Graf. Apparemment, un incident banal a dégénéré en crise diplomatique, et l'empereur souhaiterait éviter une guerre : il envoie donc Miles pour être sa Voix et régler le problème. Mais l'affaire s'avère plus complexe que prévu.

## Éditions
- Diplomatic Immunity, Baen Books, 2002
- Immunité diplomatique, J'ai lu, Coll. « Science-Fiction », no 6685, 2003, traduction de Anne Delcourt  (ISBN 2-290-32947-9)
- Immunité diplomatique, in recueil La Saga Vorkosigan : Intégrale - 5, J'ai lu, Coll. « Nouveaux Millénaires », 2014, traduction de Anne Delcourt révisée par Sandy Julien  (ISBN 978-2290029336)